# Elektricitet i Sverige

Sveriges elproduktion från 1913

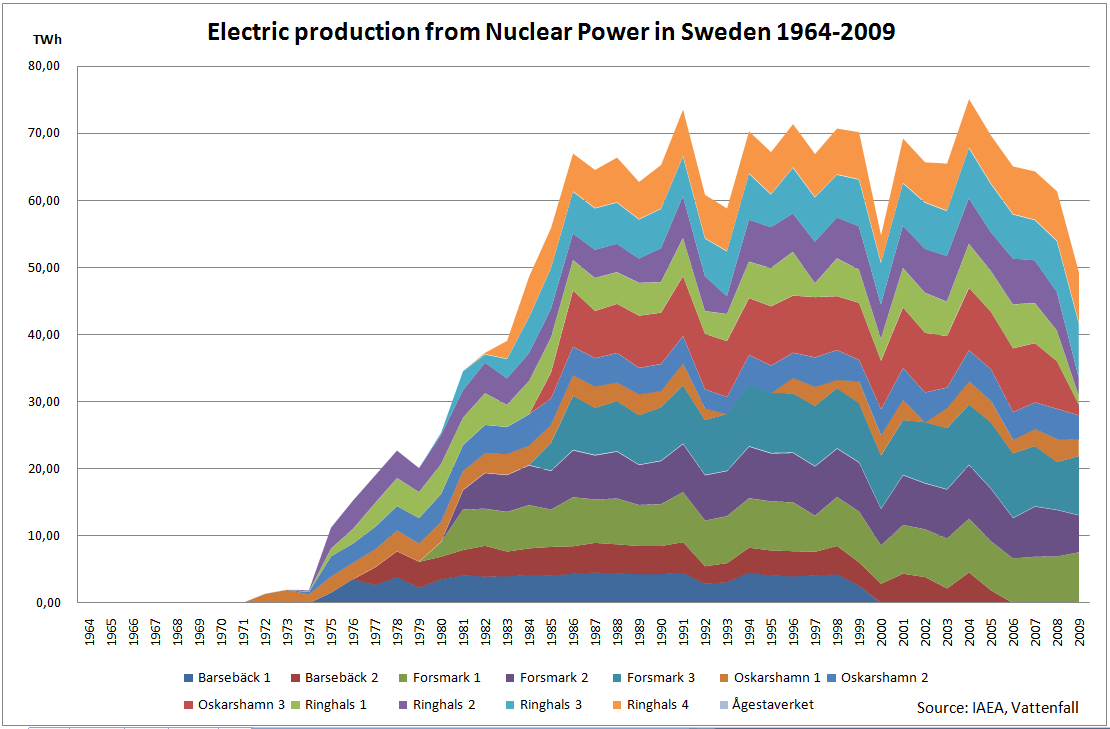
Produktionen från svensk kärnkraft 1964-2009.

Elektricitet i Sverige har förekommit sedan 1870-talet då de första demonstrationerna med batteri- respektive dynamodrivna båglampor och glödlampor genomfördes. År 1884 byggdes det första elektricitetsverket av privatägda "Elektriska AB" i Göteborg som levererade ström till knappt 1 000 glödlampor, i huvudsak till butiker och restauranger i de centrala stadsdelarna. I Stockholm skulle det dröja till 1892 innan stadsägda Brunkebergsverket invigdes.
Distributionen i de första elsystemen skedde till en början på låg spänning med likström. Överföringsförlusterna i ledningarna var därför mycket stora. Kraftöverföringen över långa sträckor blev först möjlig genom trefas växelström. År 1893 driftsattes världens första kommersiella, cirka 15 kilometer långa kraftöverföring enligt trefassystemet mellan Hällsjöns vattenfall och gruvsamhället Grängesberg i Bergslagen. ASEA:s ingenjörer Jonas Wenström och Ernst Danielson var ansvariga konstruktörer för anläggningen.
Statistiken för elsystemets och energisystemets utveckling är ganska knapphändig. SCB fick uppdraget att mäta elförsörjningen först på 60-talet, samtidigt som annan energistatistik blev mer relevant för samhällsbyggandet. Kring år 1900 fanns det mer än 50 elektricitetsverk runt om i Sverige varav fyra var belägna i Stockholm. Det är dock inte så att elverken generellt byggdes i de stora städerna. Eftersom el i begynnelsen främst användes till belysning konkurrerade de med gasverken vilka ofta fanns i de större städerna. Gasverksägarna var politiskt inflytelserika och lyckades ofta fördröja utvecklingen. Mellan 1900 och 1950 anlades ett stort antal vattenkraftverk, till en början längs sydsvenska älvar och senare i Norrland. Den svenska vattenkrafteran varade till mitten av 1960-talet, då producerades så mycket som 95 procent av landets elbehov med hjälp av vattenkraft. Striden om Vindelälven blev slutpunkten för utbyggnaden av fler älvar.
Med Ågestaverket som invigdes 1963 började energiproduktion med hjälp av kärnkraft. Elproduktionen med kärnkraft i Sverige nådde sin topp 2004 med en produktion på 75,0 TWh. 2020 producerade den 47,7 TWh. Idag har Sverige 6 reaktorer i kommersiell drift. 2015 tillsatte regeringen en parlamentarisk kommission (Energikommissionen) som tog fram förslag på ny politik för den långsiktiga energiförsörjningen fram till år 2050. Riksdagen beslöt 2018 att försörjningstrygghet, konkurrenskraft och ekologisk hållbarhet – fastställs som övergripande mål för energipolitiken. Vidare beslöts att målet år 2040 ska vara 100 procent förnybar elproduktion. Det är ett mål, inte ett stoppdatum som förbjuder kärnkraft och innebär inte heller en stängning av kärnkraft med politiska beslut.
År 2007 lämnade Energimyndigheten ett förslag till regeringen, som innebar minst ett tjugofaldigande av elproduktionen från vindkraftverk. För att klara EU:s mål att 20 procent av all energiproduktion år 2020 ska komma från förnybara energikällor behöver elproduktion från vindkraft bli 30 terawattimmar (TWh) år 2020. År 2020 producerade vindkraften 27,9 TWh, 17 % av den totala produktionen.
Elproduktionen mäts idag inom ramen för den officiella statistiken, på ansvar av Energimyndigheten och publiceras månadsvis. På årsbasis publiceras mer högupplöst el- och energistatistik i publikationen "Årliga el-, gas- och fjärrvärmeförsörjningen". Även branschföreningen Svensk Energi publicerar årsvis statistik från sina medlemsföretag i "Elåret". Statistik över elanvändning och produktion finns även tillgänglig på kommunal nivå och i energimyndighetens publikation Industrins energiförsörjning.

## Bakgrund
Fenomen orsakade av elektricitet var redan kända under antiken. Vid gnidning av bärnsten kunde man observera en elektrisk urladdning. Ordet “elektricitet” myntades av britten William Gilbert år 1600 och kommer från det grekiska ordet för bärnsten, ηλεκτρον (elektron) och från latinets ēlectricus (bärnstensliknande). Först under 1800-talet började den forskning och utveckling som skulle göra elektricitet till en av vår viktigaste energiformer.
Sitt första praktiska bruk fick elektriciteten genom telegrafin. Experiment med den hade utförts redan 1850 och 1853–1854 anlades den första telegrafiledningen mellan Uppsala och Stockholm.
Innan elektriciteten blev en dominerande energiform användes många olika sätt att utvinna energi. Vindenergi och vattenenergi har traditionellt nyttjas när tillgång fanns. På 1700-talet började koleldade ångmaskiner sättas in som kraftkälla. Kring sekelskiftet 1800 startade produktionen av stadsgas i London. Stadsgas och naturgas blev konkurrenter till elektricitet.
Problemet har alltid varit att överföra energin från en punkt (där den produceras) till en annan punkt (där den förbrukas). Ett sätt att lösa problemet på mekanisk väg var så kallade konstgångar eller stånggångar som ofta användes inom gruvdriften.

## De första försöken med elektrisk belysning

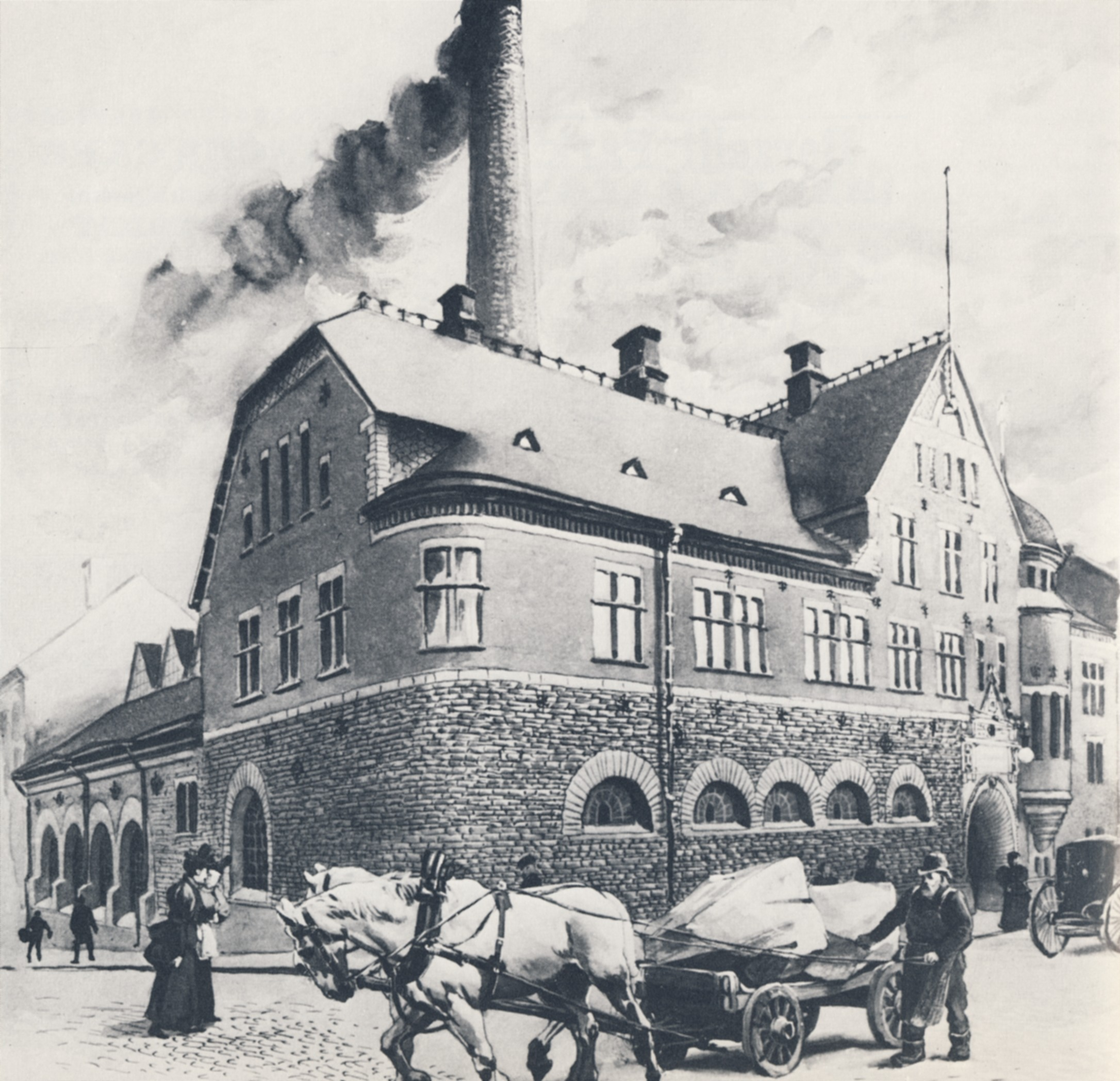
Brunkebergsverket i Stockholm efter en illustration av D. Ljungdahl år 1896.

Redan 1809 demonstrerades den första båglampan i Storbritannien av Sir Humphry Davy genom att skapa en ljusbåge mellan två koltrådar kopplade till ett batteri. I Sverige användes bågljus i större omfattning första gången 1876 vid Näs sågverk i Dalarna och Marma sågverk i Hälsingland. År 1877 kom bågljusbelysning till Sommelius & kompanis oljefabrik på Skeppsbron, Stockholm. Innan dess organiserades en hel del uppvisningar av bågljus som en sorts kuriös sensation utanför bland annat Stockholms slott och teatrar.
För produktionen av elkraft som matade bågljuslamporna krävdes fungerande dynamomaskiner som till en början drevs av ångmaskiner. Bågljus som vanlig belysningskälla var dyr och omständlig, eftersom kolstavarna förbrukades krävdes kontinuerlig efterjustering. Dessutom alstrade båglampan mycket värme och rök, vilket gjorde lampan oanvändbar inomhus. Först med amerikanen Thomas Alva Edisons förbättring av glödlampan 1879 kunde elektrisk belysning flytta inomhus. Den nya tekniken nyttjades initialt framförallt i Stockholm och Göteborg samt på några industrier i mellansverige.
Initiativtagare för utvecklandet av elektricitetens utveckling i Sverige var Ludvig Fredholm och Georg Wenström. Fredholm hade under en resa till London bevittnat experiment med elektrisk belysning. Hemkommen till Sverige lyckades han få till stånd en satsning med provbelysning med båglampor på Gustaf Adolfs torg, Norrbro och Mynttorget 5 september 1881. Georg Wenström var teknisk ledare för projektet, installationen gjordes med brittisk utrustning. Inför Hindersmässan i Örebro 1882 planerades elektrisk upplysning av teatern i Örebro. I samband med arbetet introducerades Fredholm för Georg Wenströms bror Jonas Wenström, som då just fått färdigt första exemplaret av sin nya uppfinning, "Wenströms gryta". Den visade sig överlägsen den utländska utrustningen, och ledde till bildandet av Asea 1883. I april 1883 lät bankdirektör A. Norman som satt i Aseas styrelse inför en fest på Sankt Paulsgatan i Stockholm installera glödlampor med en lokomobil på gården som kraftkälla och en Wenströmgryta i tvättstugan som dynamo.
Båglampsbelysningen på Gystaf Adolfs torg och Norrbro kom senare att permanentas samt 1883 tillkom belysning på Villagatan och Karlavägen.
År 1884 byggdes det första elektricitetsverket av privata Elektriska AB i Göteborg som levererade ström till knappt 1 000 glödlampor i huvudsak till butiker och restauranger i de centrala stadsdelarna. Strax därefter utförde företaget den första mer omfattande anläggningen för stadsbelysning i Västerås och året därpå i Arboga. 1885 uppfördes det första kommunala elektricitetsverket i Härnösand. I Stockholm skulle det dröja till 1892 innan stadsägda Brunkebergsverket invigdes.
Under många år användes bågljus och glödlampsljus parallellt, exempelvis i Stockholm. Vid tiden för den Allmänna konst- och industriutställningen 1897 fanns i Stockholm omkring 50 000 glödlampor, 1 100 båglampor och 85 motorer som matades med ström från kommunala och privata anläggningar, förbrukningen mättes av 643 elmätare. Under många år framöver skulle även gasbelysning finnas kvar som konkurrent till elbelysning. I Stockholm avvecklades gasljus som offentlig gatubelysning först 1941.

## Utvecklingen av långväga elöverföringar

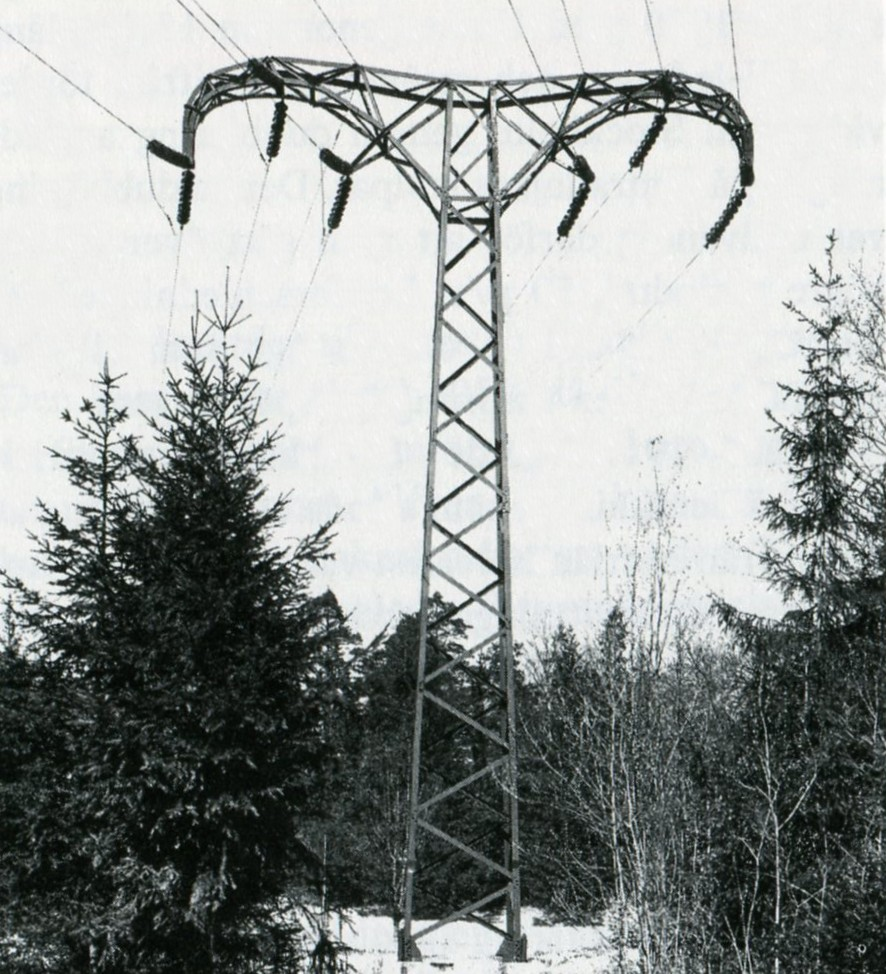
Ledningsstolpe av järnfackverk för kraftledningen Untra-Värtan, 1918.

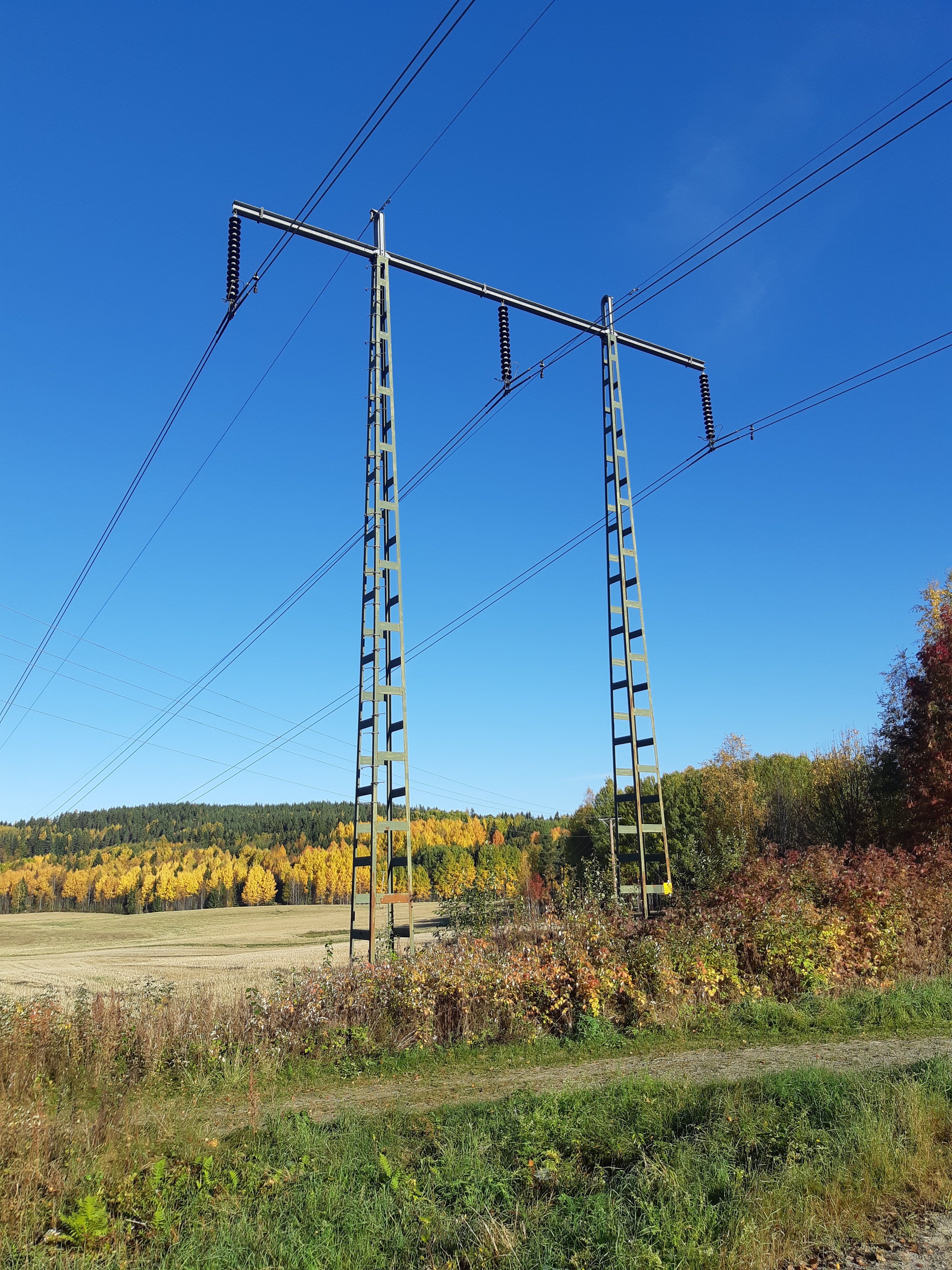
Stolpe i Krångedelinjen, första ledningen i Sverige för 220 000 volt

Problemet med användandet av elkraft för ljus och motorer låg i att dåtidens teknik med likström inte tillät längre överföringssträckor. Försök att överföra elenergi över längre sträckor strandade på de höga ledningsförlusterna.
Kraftöverföringen över långa sträckor blev först möjlig genom trefas växelström, eftersom den går att transformera upp eller ned. Vid 1800-talets slut var endast likström kommersiellt användbart för eldistribution, men på flera håll i världen pågick utvecklingen av trefas växelströmssystem. En av pionjärerna på det här området var svensken Jonas Wenström, teknisk chef för Asea i Västerås, som lyckades år 1893 tillsammans med sin kollega Ernst Danielson med världens första kommersiella kraftöverföring enligt trefassystemet mellan Hällsjöns vattenfall och gruvsamhället Grängesberg i Bergslagen. Ledningens längd var 15 km och nära 300 kW överfördes med en spänning om 9,5 kV. Kraftförlusterna var ca 30 %. 

Ganska tidigt kom en rad mindre elektricitetsverk att uppföras i Växjö, Örebro, Stockholm och Östersund, under 1890-talet tillkom 26 nya elektricitetsverk. Växjö blev första stad med ett kommunalt elektricitetsverk med kapacitet för annat än offentlig belysning, som var fallet med den anläggning som redan 1885 hade uppförts i Härnösand.
Kring år 1900 fanns det mer än 50 elektricitetsverk runt om i Sverige varav fyra var belägna i Stockholm. Dessutom gick utvecklingen mot att industrier som låg nära varandra gick samman för gemensam elproduktion. Samtidigt började vattenkraften avlösa respektive komplettera de lokala ångdrivna och koleldade elkraftverken. I och med att överföringsförlusterna kunde reduceras genom trefassystemet kunde nu elkraftverken placeras allt längre bort från förbrukarna. Bland de första som gick denna väg var Stockholm som den 28 december 1918 fick för första gången elenergi från ett eget vattenkraftverk via en 132,6 km lång kraftledning från Untraverket till Värtaelverket utförd för 100 000 volt och 25 Hz. Överföringsspänningen var den högsta i Sverige och den näst högsta i Europa. Kraftöverföringen inledde även Stockholms vattenkraftsepok som svarade i början för 90–95 % av Stockholms elbehov.
Samtidigt börjar elektriciteten att tas i bruk för andra ändamål. Redan tidigt tillkom den första elektriska järnvägen till stånd vid Boxholm. 1901 börjar Stockholm att elektrifiera sitt spårvägsnät och snart följde andra städer efter. I takt med trefassystemets utbyggnad började allt fler kraftföretag att uppstå för att anlägga kraftverk. Nora Bergslags Elektriska AB bilades för att ombesörja kraftförsörjningen inom Nora bergslag, Örebro Elektriska AB för att säkra leveransen, andra betydande bolag var Yngeredsfors Kraft AB som bilades för att exploatera vattenkraften i Ätran och Sydsvenska Kraft AB den i Lagan. Båda senare bolagen kom efterhand att bygga upp vardera ett tjugotal kraftverk i Sydsverige.
I samband med utbyggnaden av Trollhättefallet genomfördes en utredning om huruvida staten borde tillvara sina regaleintressen i vattenkraften genom att i stället för utarrendera själva bygga vattenkraftverk. Efter långa tvister och olika planer kring utbyggnaden bildades 1905 Styrelsen för Trollehätte kanal- och vattenverk med Wilhelm Hansen som VD. 1910 togs anläggningen i drift. Redan under konstruktionen av Trollhättans vattenkraftverk hade behovet av en ny organisationsform för statens vattenkraftsrörelse blivit kännbart. 1909 tillkom Kungliga Vattenfallsstyrelsen, och Trollehätte kanal- och vattenverk avvecklades. Kort därefter började byggnationen av vattenkraftverken i Porjus och Älvkarleby.
Första världskriget innebar ett uppsving för elektrifieringen. Under de första krigsårens högkonjunktur kunde de existerande ång- och vattenkraftverken tillgodose behovet i Sverige. Med de senare årens brist på kol, olja och fotogen blev det allt svårare att få energin att räcka till. Fotogenbristen kom att drastiskt öka landsbygdens efterfrågan på elektricitet och en rad lokala småkraftverk tillkom. Man kom att efterfråga statligt stöd för fortsatt utbyggnad. Vattenfallsstyrelsen genomförde under den här tiden även en omfattande utbyggnad av ledningsnätet och organiserade även landsbygdselektrifiering på kooperativ bas.
Man hade ju tidigt upptäckt fördelarna med elektrifiering av järnvägen, men de privata järnvägsföretagen drog sig för den kostnad det skulle medföra. 1910 beslutades om en elektrifiering av Riksgränsbanan, samtidigt om utbyggnaden av Porjus påbörjades. 1915 var elektrifieringen av bansträckan Kiruna-Riksgränsen klar, och några år senare utsräcktes den elektrifierade sträckan till Luleå.
I takt med anläggandet av allt fler elkraftverk runtom i landet ökade även kraven på säkra och kraftfulla överföringar. Så etablerades 1921 Sveriges första så kallade stamlinje, en kraftledning på 120 kV 50 Hz mellan Trollhättan och Västerås, 1950 höjdes spänningen till 220 kV. 1934 bestod ledningsnätet av linjen Säffle–Trollhättan–Göteborg, linjen Trollhättan–Uddevalla, linjen Göteborg–Alingsås–Trollhättan, linjen Trollhättan–Skara–Skövde och linjen Trollhättan–Lidköping–Moholm–Hallsberg. Högsta spänning var 130 kV 50 Hz.
År 1936 togs den 36 mil långa Krångedelinjen i drift med spänningen 220 kV. Den första stamledningen i Sverige med den spänningen vilket var den högsta spänningen i stamnätet fram till 1952. Sträckningen var Krångede, via Ljusdal, Ockelbo till Horndal. Den ledningen matade också från början omformarstationerna för järnvägens elektrifiering som samtidigt pågick efter norra stambanan. Krångede-ledningen blev den första förbindelsen från Norrland till mellan och södra Sverige. Detta var inledningen på samkörningen mellan Norrlandsälvarna och produktionsanläggningarna i södra Sverige.
I samband med beslutet att återuppta bygget i Harsprånget 1945 beslutades även att bygga en 380 kV stamledning från Harsprånget till Hallsberg, den så kallade Harsprångslinjen. Denna nya 100 mil långa stamlinje var startskottet till en mer storskalig överföring av elkraft från norrländska älvar till södra Sverige. Fram till att Harsprångets tredje aggregat togs i drift 1952 drevs linjen med 220 kV.

## Dagens elnät
Idag är Sverige täckt av ett omfattande kraftledningsnät som delas upp i stamnät (220 kV och 400 kV), regionnät (40 kV - 130 kV) och lokalnät (upp till 20 kV). Sveriges stamnät förvaltas idag av statliga Svenska kraftnät. De största regionnätsägarna är Vattenfall, Ellevio och Eon. Sedan finns det 150 bolag som distribuerar elen till konsumenterna, däribland dessa tre (siffror från 2019).
Mellan Sverige och de europeiska länderna finns idag ett system av sjökablar för överföring av högspänd likström. Från öster löper likströmslänkarna Estlink (mellan Estland och Finland) och Fennoskan 1 och 2 mellan Finland och Sverige. Söderut löper flera likströmslänkar från Norge och Sverige till Danmark, Tyskland och Polen. Kontiskan är en förbindelse för högspänd likström mellan Danmark och Sverige som invigdes 1965. Mellan Sverige och Polen ligger Polenkabeln en 270 kilometer lång 450 kV ledning genom Östersjön, invigd år 2000. Det finns en liknande till Litauen i drift sedan 2016.

## Vattenkraft

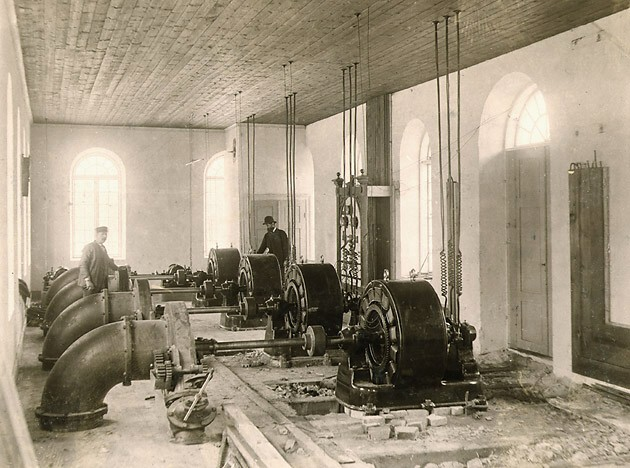
Generatorhallen i Hellsjöns kraftstation 1893.

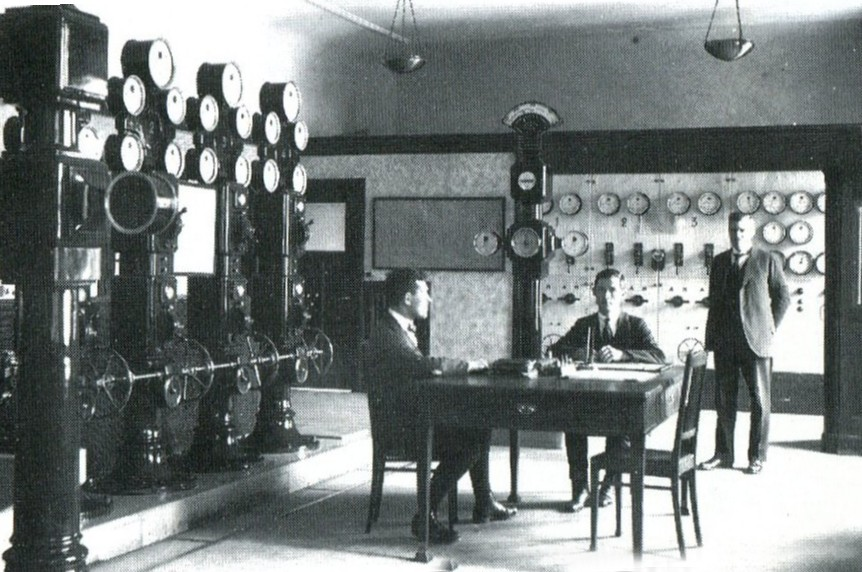
Untraverkets manöverrum 1921.

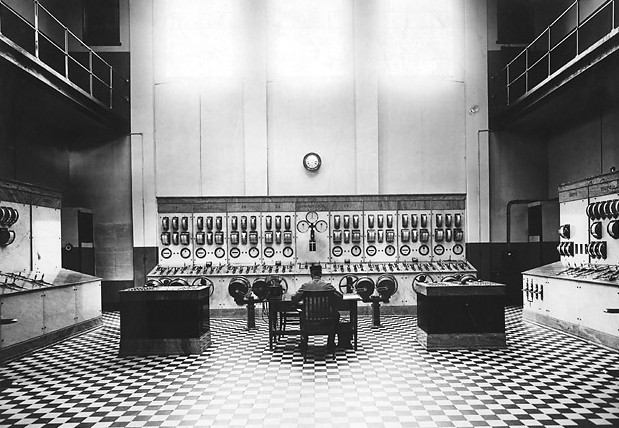
Kontrollrummet i Olidans kraftverk, 1940-tal.

Mellan 1900 och 1950 anlades ett stort antal vattenkraftverk i Sverige, till en början längs sydsvenska älvar och senare i Norrland, bland dem kan nämnas Jonsereds kraftstation (invigd 1901), Ebbes kraftstation (invigd 1906), Gullspångsverket (invigd 1908) och Olidans kraftverk (invigd 1910) i Göta älv. Olidans kraftverk, även kallad Trollhättans kraftstation var på sin tid "Sveriges nationalkraftverk". Den första etappen omfattade 4 aggregat om ca 40 MW, de sista aggregaten färdigställdes 1919. Det fanns till och med planer att försörja Berlin och Hamburg med elenergi från Olidans kraftverk.
Flera stora vattenkraftverk byggdes i statens regi. Kungliga Vattenfallsstyrelsen, sedermera Vattenfall, bildades 1909 ur Trollhätte kanal- och vattenverk i samband med bygget av Olideverket i Trollhättan.
Statens Järnvägar insåg tidigt att eldrift för tåg hade framtiden för sig och ville bygga egna vattenkraftverk i bland annat Torne älv för att elektrifiera malmbanan. Det blev strid med nybildade statliga Vattenfall som ansåg att ett kraftverk i Porjus kunde klara av både SJ:s behov och försörja Norrland med elström. Med en vision om att stimulera den industriella utvecklingen i Norrland så påbörjades bygget av det överdimensionerade Porjus kraftverk år 1910. Bygget startade under stora strapatser i väglöst land. Innan den provisoriska järnvägen hade byggts från Gällivare så fick allt material och förnödenheter bäras de fem milen upp till arbetsplatsen. Bostadssituationen för arbetsstyrkan på cirka 800 man var även den primitiv med boende i enkla baracker. Stationens moderna tekniska utformning med maskinsalen nedsprängd i berget och långa bergtunnlar som vattenvägar väckte internationellt intresse. Stationen invigdes 1915.
Under första världskriget byggdes Porjus kraftverk (invigt 1915), Älvkarleby kraftverk (invigt 1915) och Untraverket (invigt 1918). Därefter tillkom bland annat Lilla Edets kraftverk (invigt 1926) och Hammarforsens kraftverk (invigt 1928). En del av dessa kraftverk försörjde den växande massa- och pappersindustrin med billig energi. Krångede kraftverk (invigt 1936) ledde till den första överföringen av elkraft från Norrland till Mellansverige. Anläggningen är landets största vattenkraftverk som uppförts i enskild regi.
Kraftverket vid Lilla Edet i Göta älv började byggas ut 1918 för att möjliggöra en elektrifiering av västra stambanan mellan Göteborg och Stockholm. Under första världskriget hade efterfrågan på elkraft ökat starkt, men efter kriget minskade efterfrågan och byggnadsarbetet i Lilla Edet drog ner på takten. För att kunna utnyttja fallets låga fallhöjd på 7,3 meter men höga flöde utan det stora antalet små turbiner som skulle krävas om man använde Francisturbiner, beslutade man sig för installera den nya och oprövade Kaplanturbinen i ett av verkets tre aggregat. När kraftverket var färdigt 1926 visade sig Kaplanturbinen vara en framgång då den kombinerade hög verkningsgrad, reglerbarhet över ett stort flödesområde och detta vid tämligen låga fallhöjder.
Utbyggnaden av Hölleforsen i Indalsälven påbörjades 1945. Under projekteringen kom man fram till att ytterligare tio meters fallhöjd kunde utnyttjas om en omfattande sänkning gjordes av älvfåran nedströms dammen. Då detta arbetet krävde att man förflyttade mycket stora mängder massor, införskaffade Vattenfall 1947 den första stora släpgrävmaskinen av typen Marion 7400, senare inköptes ytterligare tre av dessa maskiner. Maskinen grävde ut 2 miljoner kubikmeter massor ur den sex kilometer långa utloppskanalen. Med detta bygge skulle vägen ligga öppen för att utnyttja mer fallhöjd genom långa utgrävda kanaler både uppströms och nedströms kraftverken.
År 1945 återupptogs bygget av Harspångets kraftverk i Stora Lule älv efter att bygget ursprungligen startade 1919 men lades i malpåse 1923 som en följd av lågkonjunkturen efter första världskriget. Under byggnadstiden 1945-1952 uppfördes ett provisoriskt samhälle för att inhysa delar av arbetsstyrkan, vilken som mest kom att bestå av 1 100 man. I Harsprångets samhälle fanns sjukstuga, två skolor, två affärer, brandstation, badhus, restaurang, matsal för 600 personer och en kyrka, som mest bodde 2 000 personer i samhället. Denna typ av mer organiserade provisoriska samhällen kom sedan att bli vanliga under den fortsatta utbyggnaden av större och mer avlägsna kraftstationer under 50-talet och 60-talet. 1952 invigdes kraftverket med 3 turbiner med en kombinerad effekt på 330 MW. Efter en utbyggnad med två turbiner mellan 1974 och 1983 ökades effekten till 977 MW vilket gjorde kraftverket till Sveriges största vattenkraftverk. Bara turbin 5 som togs i drift 1980 har en effekt som är större än det ursprungliga kraftverket med sina 450 MW. Årsproduktionen är ca 2 TWh ett normalår, vilket motsvarar ca 1,5% av Sveriges elproduktion.
För att möta den befarade elbristen under början på 1960-talet forcerades bygget av Stalons kraftstation i Kultsjöån ett av Ångermanälvens källflöden, arbetena startade 1958 och redan den 2 september 1961 fasades stationens enda aggregat på 130 MW in på elnätet, enligt de ursprungliga utbyggnadsplanerna skulle byggtiden vara sju år. Bygget dominerades av den 17,8 kilometer långa tilloppstunneln som sprängdes från båda ändar och från tre mellansänken för att klara av den aggressiva tidplanen.
Tekniken med stora schaktarbeten i vattenvägarna uppströms och nedströms kraftverken för att vinna mer fallhöjd kulminerade i bygget av Gallejaur kraftstation i Skellefteälven mellan 1960 och 1964. Två av Vattenfalls totalt fyra släpgrävmaskiner av typen Marion 7400 sattes in för att gräva landets största kraftstationskanal med 5 miljoner kubikmeter schaktning. Kanalen innebar att man reverserade en mindre bäck och ledde upp Skellefteälven genom denna kanal till magasinet i Gallejaurdammen för att på så sätt uppnå en fallhöjd på 80 meter men med kort tunnel.
Sommaren 1973 påbörjades bygget av Juktans kraftstation som kom att bli Sveriges största pumpkraftverk som togs i drift 1978. Från magasinet i sjön Storjuktan pumpades vatten under nätter och helger upp till Blaiksjön, vid produktion av elkraft tappas vattnet från Blaiksjön och leds via maskinstationen till Storuman genom en avloppstunnel, med en fallhöjd på 275 meter. För pumpning och elkraftgenerering användes en reversibel pumpturbin direktkopplad till en kombinerad generator och motor. Pumpkraftstationen var ovanlig genom att den utnyttjade tre olika vattenmagasin. Efter avregleringen av elmarknaden ansågs det inte längre lönsamt att driva kraftverket som pumpkraftverk så 1996 konverterades Juktan till ett vanligt kraftverk. Man sprängde då upp en ny tilloppstub för vattnet från Storjuktan. Vattnet rinner då från Storjuktan via turbinen och ut i Storuman med en fallhöjd på 85 meter. Då alla pumpfunktioner finns kvar så har 2011 lagts en riksdagsmotion om att återställa kraftverket till pumpkraftverk för att kunna öka tillgången på reglerkraft för att möjliggöra en fortsatt vindkraftsutbyggnad.
Innan kärnkraften började införas i Sverige på 1970-talet stod vattenkraften för nästan hela den totala elproduktionen i Sverige. Så sent som 1965 svarade vattenkraften för 95 procent av den producerade elenergin. Andelen som kom från vattenkraften sjönk i och med kärnkraftens utbyggnad. Vattenkraften hade en viktig andel i industrialiseringen av Sverige och ledde till att landet hade låga elpriser.
Under 1950-talet restes dock alltfler invändningar mot fortsatt utbyggnad av ännu orörda älvar. 1962 presenterade Vattenfall en utbyggnadsplan för Vindelälven med 12 kraftverk, som skulle ge cirka 2 400 GWh/år. Vid 1960-talets slut kulminerade motsättningarna mellan naturskydds- och utbyggnadsintressen, konflikten gällde utbyggnaden av Vindelälven och kallas allmänt striden om Vindelälven. Den blev början till slutet för den svenska vattenkraftsutbyggnaden. I april 1970 beslutade regeringen Palme att Vindelälven inte skulle byggas ut.
Det finns cirka 1 800 vattenkraftverk i Sverige. Av dem är drygt 200 större, med definitionen att de har en effekt på 10 megawatt eller mer. Den svenska vattenkraften producerar mellan 50 och 75 TWh per år beroende på vattentillgång, ett normalår produceras ungefär 65 TWh.

## Kärnkraft

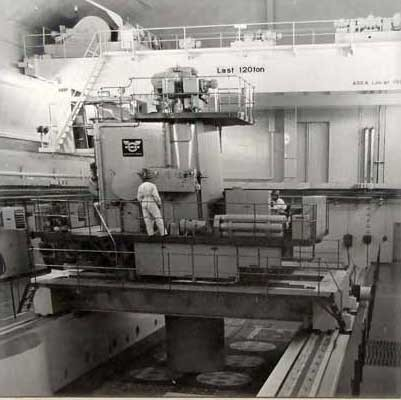
Reaktorn "R3" i Ågestaverket, 1960-tal.

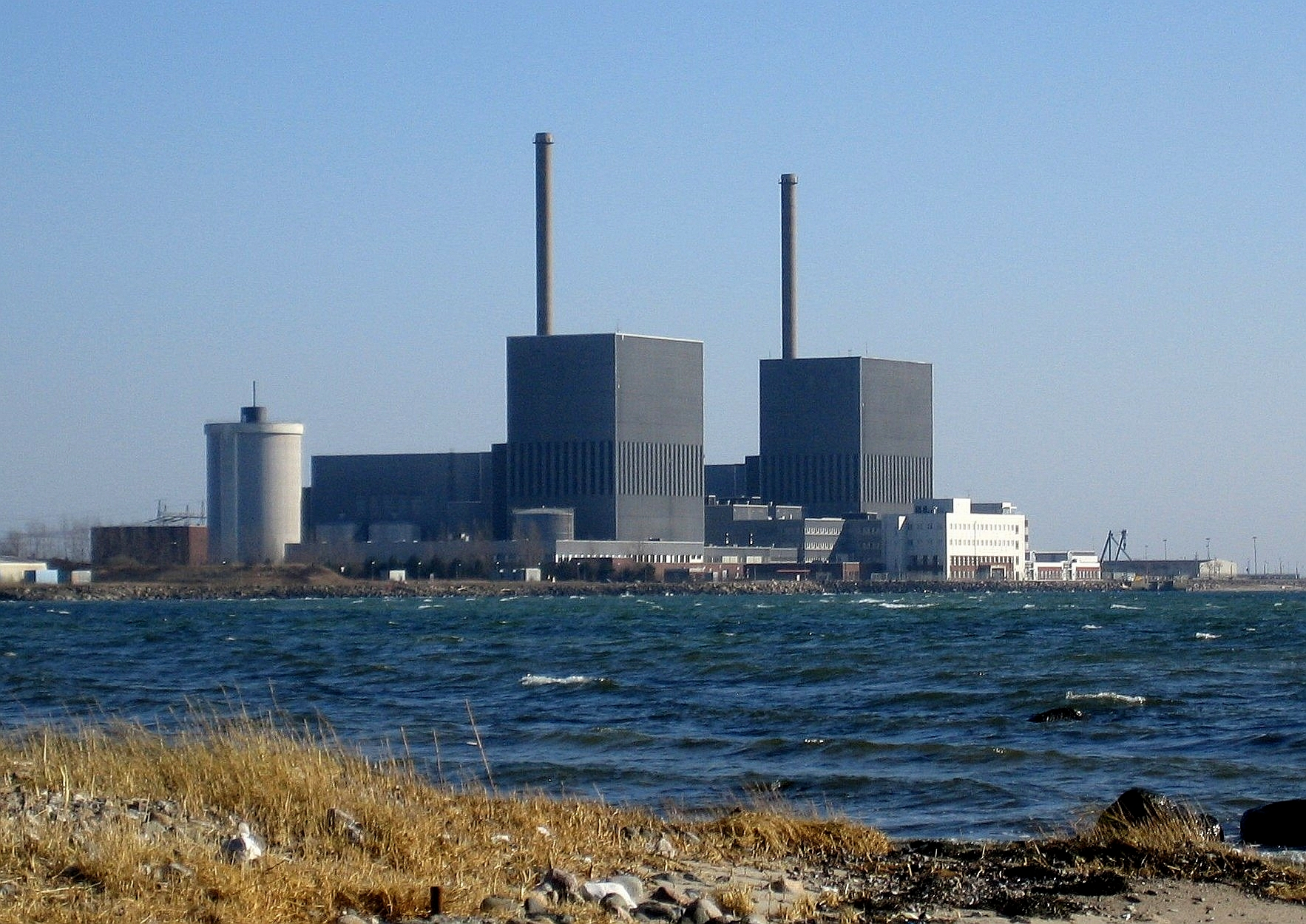
Barsebäcks kärnkraftverk, 2008.

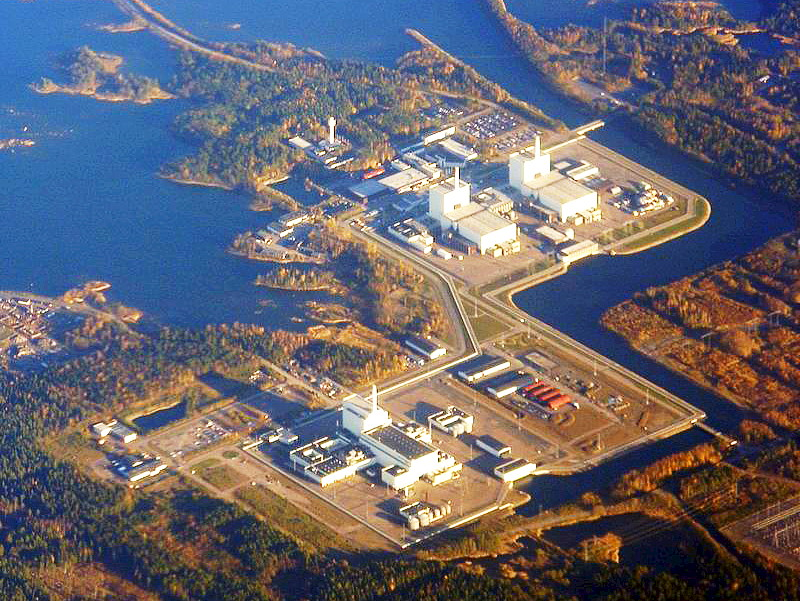
Forsmarks kärnkraftverk, 2007.

Nästan parallellt med striden om Vindelälven utreddes frågan om energiproduktion med hjälp av kärnkraft. Möjligheterna att få teknisk kunskap från utlandet var begränsad och Sverige satsade i början på en egen linje. Med tanke på försörjning med utländska råvaror som hade gett negativa erfarenheter under båda världskrigen var det meningen att nyttja de svenska tillgångarna av naturligt uran.
Ågestaverket (R3:an) utanför Stockholm var den första tungvattenreaktorn med anrikat svenskt uran och tungt vatten från Norge i kommersiell drift. Mellan åren 1963 och 1974 producerade den elektricitet till det allmänna nätet och fjärrvärme till Farsta. Verkets driftstillgänglighet närmade sig på periodens slut till närmare 100 %.
Ytterligare ett kärnkraftverk med tungt vatten som moderator, Marviken (R4:an), utanför Norrköping uppfördes till stora kostnader under 1960-talet. Reaktorn skulle även ha förmågan att ta fram klyvbart material för en tänkbar svensk atombomb. Bygget präglades av beslutsvånda och tekniska problem, och kärnkraftverket kom aldrig att tas i bruk eftersom Sverige år 1970 undertecknade icke-spridningsavtalet. Marviken byggdes om till oljekraftverk.
Därefter gick man över till kokvattenreaktorer respektive tryckvattenreaktorer. Oskarshamns kärnkraftverk var den första av denna typ och togs i drift 1972. Idag har Sverige sex reaktorer i kommersiell drift och sex är avstängda:
- Barsebäcks kärnkraftverk
  - Barsebäck 1 (kokvattenreaktor, 630 MW, driftstart 1975, avstängd 1999)
  - Barsebäck 2 (kokvattenreaktor, 630 MW, driftstart 1977, avstängd 2005)
- Ringhals kärnkraftverk
  - Ringhals 1 (kokvattenreaktor, 860 MW, driftstart 1976, tagen ur drift 2020)
  - Ringhals 2 (tryckvattenreaktor, 870 MW, driftstart 1975, tagen ur drift 2019)
  - Ringhals 3 (tryckvattenreaktor, >1 000 MW, driftstart 1981)
  - Ringhals 4 (tryckvattenreaktor, ca 1 000 MW, driftstart 1983)
- Oskarshamns kärnkraftverk
  - Oskarshamn 1 (kokvattenreaktor, 500 MW, driftstart 1972, tagen ur drift 2017)
  - Oskarshamn 2 (kokvattenreaktor, 630 MW, driftstart 1975, tagen ur drift 2015)
  - Oskarshamn 3 (kokvattenreaktor, 1 200 MW, driftstart 1985, 1 450 MW efter effekthöjning 2009)
- Forsmarks kärnkraftverk
  - Forsmark 1 (kokvattenreaktor, 1 018 MW, driftstart 1980)
  - Forsmark 2 (kokvattenreaktor, 1 028 MW, driftstart 1981)
  - Forsmark 3 (kokvattenreaktor, 1 230 MW, driftstart 1985)

Alla reaktorer utom Ringhals 2–4 är av svensk konstruktion (utvecklade av ett dotterbolag till Asea), medan tre av de fyra Ringhalsreaktorerna är amerikanska, byggda av Westinghouse.
I januari 1987, efter Tjernobylolyckan, införde regeringen Carlsson den så kallade ”tankeförbudsparagrafen”. I lagen (1984:3) stod bland annat att ”ingen får utarbeta konstruktionsritningar, beräkna kostnader, beställa utrustning eller vidta sådana förberedande åtgärder i syfte att inom landet uppföra en kärnkraftsreaktor”. Lagen innebar att i princip att det blev olagligt att förbereda uppförandet av en kärnreaktor i Sverige. År 2006 slopade regeringen Reinfeldt detta förbud.
Idag (2011) har Sverige ingen av regeringen fastställd avvecklingsplan för landets kärnkraftverk. Regeringen har i en proposition föreslagit att gamla reaktorer ska få ersättas med nya vid de befintliga kärnkraftverken i Sverige, dvs. i Forsmark, Oskarshamn och Ringhals. Den 17 juni 2010 röstade riksdagen ja till att bygga nya kärnreaktorer, men bara för att ersätta gamla. Sverige ska liksom nu ha maximalt tio reaktorer.

## Vindkraft
I Sverige vaknade intresset för vindkraft som möjlig energikälla på allvar i samband med oljekriserna 1973 och 1979. Styrelsen för teknisk utveckling (STU) började undersöka förutsättningarna. Nämnden för energiproduktionsforskning (NE) tillkom 1975 och fick till uppgift att genomföra bland annat denna del av det energiforskningsprogram som beslutats av riksdagen. I det inledande arbetet ingick tekniska studier, vindprospektering och att låta Saab-Scania 1977 uppföra ett försöksaggregat om 60 kW vid Kalkugnen nära Älvkarleby vid norra Upplandskusten. De första stora vindkraftverken byggdes 1982 vid Näsudden på Gotland av Vattenfall och i Maglarp i Skåne av Sydkraft. Det senare var i drift fram till 1993 och var då det vindkraftverk i världen som hade producerat mest el.
Ett ökat intresse för vindkraft började göra sig gällande i Sverige i början av 1990-talet, i första hand som ett resultat av de framgångar som vindkraften fått utomlands. 1991 infördes investeringsstöd för vindkraftverk, vilket blev starten för en utbyggnad av vindkraften. Sedan dess har ökningstakten legat vid i genomsnitt 30 procent per år. År 2009 antog riksdagen en planeringsram för vindkraft som för år 2020 omfattar en årlig elproduktion om 30 terawattimmar (TWh) varav 20 TWh på land och 10 till havs.
År 2010 låg produktionen vid 3,5 TWh och år 2012 vid drygt det dubbla, 7,1 TWh. . Det har skett och sker en snabb teknikutveckling. Den tydligaste trenden är att vindkraftverken blir större. Ny produktion lokaliseras i stor utsträckning till de norra delarna av landet där det finns utrymme att bygga stora vindkraftparker. Vid utgången av 2022 fanns 5 164 större vindkraftverk i Sverige med en sammanlagd effekt 14 278 MW. . Utbyggnaden av vindkraften fortsätter i snabb takt. Under 2021 beräknas 2,9 GW byggas. Vindkraften går mot att inom några år vara Sveriges näst största kraftslag. Under 2023 producerade vindkraften i Sverige 34,5 TWh el. Vindkraften svarade för 21 % av elproduktionen i Sverige och vindkraftens elproduktion motsvarade 26 % av elanvändningen i Sverige. Branschens prognos är att vindkraftproduktionen år 2026 kommer att öka till 56 TWh. Sedan energiöverenskommelsen slöts 2016 har det tagits beslut om investeringar i ny vindkraft för mer än 100 miljarder. Den nya vindkraften beräknas sänka elpriset i Sverige med 8,8 öre/kWh, totalt för Sverige med 12,4 miljarder kronor per år samt generera 7 800 årsarbeten med byggnation och 12 900 årsarbeten med drift.
Energimyndigheten bedömde 2016 att potentialen för de vindkraftprojekt som redan planeras i Sverigev är 100 TWh/år. Svenska kraftnät räknar i referensalternativet i sina långsiktsscenarier för elsystemets utveckling fram till år 2040 med 82 TWh elproduktion från vindkraft 2040 . Med en total elproduktion på 174 TWh blir vindkraftens bidrag 47 procent av elproduktionen.
De havsbaserade vindkraftverken på Lillgrund utanför Malmö tillkom 2007 och är fortfarande den största havsbaserade vindkraftsparken i Sverige. De 48 verken om vardera 2,3 MW producerar årligen 330 GWh, vilket motsvarar hushållsel för 60 000 hushåll.

## Solel och solceller
Att ur solenergin utvinna elektricitet med hjälp av solceller (se fotovoltaik) är i Sverige än så länge ovanligt i större skala men är tillsammans med vindkraft och bioenergi en snabbt växande marknad. Traditionellt har solceller används i så kallade “självförsörjande system” där energin lagras i batterier som sedan matar exempelvis lampor. Typiska tillämpningar är fritidshus, fritidsbåtar, fyrar och elmatning av skyltar eller elektriska komponenter i större anläggningar. Nätanslutna system har betydligt större solcellsyta och levererar den vunna elenergin till det allmänna elnätet. 2005 till 2008 hade det varit möjligt att få investeringsstöd för installation av nätanslutna solcellsanläggningar i anslutning till lokaler med offentlig verksamhet. Det finns även olika försöksverksamhet med solcellsanläggningar som på Ullevi i Göteborg, Stockholms slott och Haga slott. År 2008 fanns cirka 65 000 m² solceller i Sverige som genererade cirka 7 GWh. Under 2014 var produktionen uppskattningsvis 75 GWh. Under 2023 växte produktionen med 61 % till 3,2 TWh. I EU-sammanhang har Tyskland den högsta produktionen av solel. 2020 levererade solelen där 51 TWh, 9 % av produktionen.

## Lagring

### Pumpkraftverk
I dag är följande tre pumpkraftverk i drift i Sverige: Kymmen, Letten och Eggsjön. Juktan och Sillre är ombyggda till vanliga vattenkraftverk. 

### Batterier
Sverige har 11 batteriparker med sammanlagd 107 MWh energi år 2024, och 27 nya parker om totalt 496 MWh har byggstartats.